# Wolfgang Menzel (Literaturhistoriker)

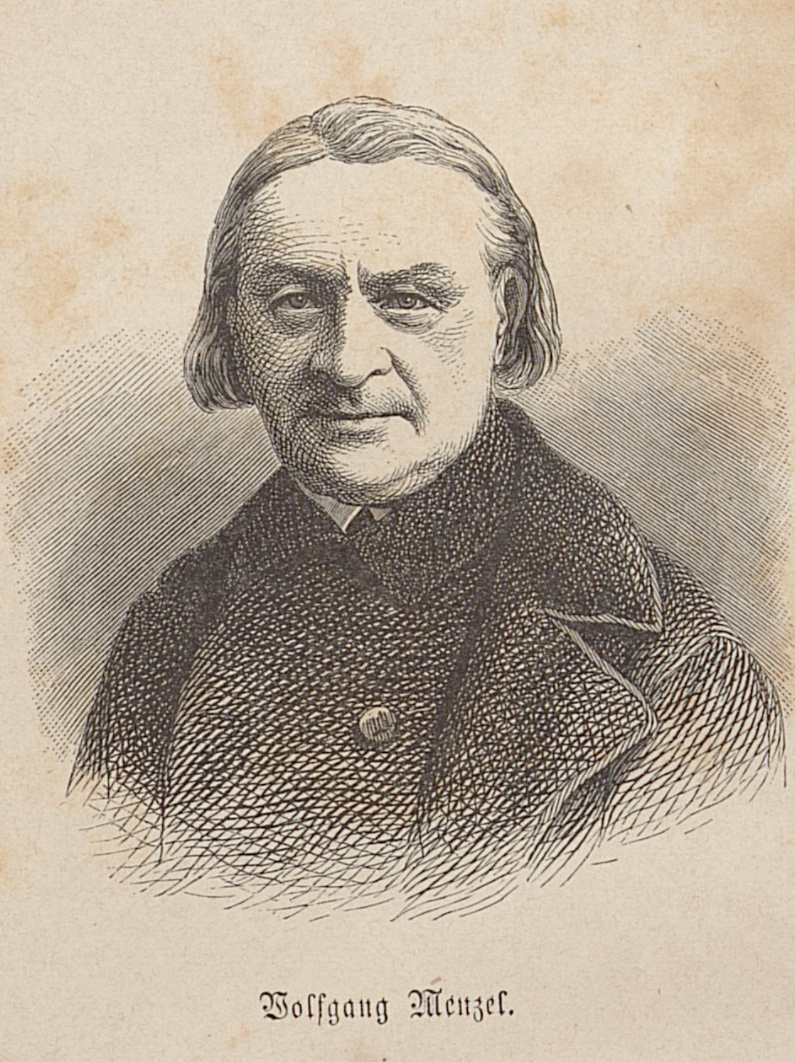
Wolfgang Menzel

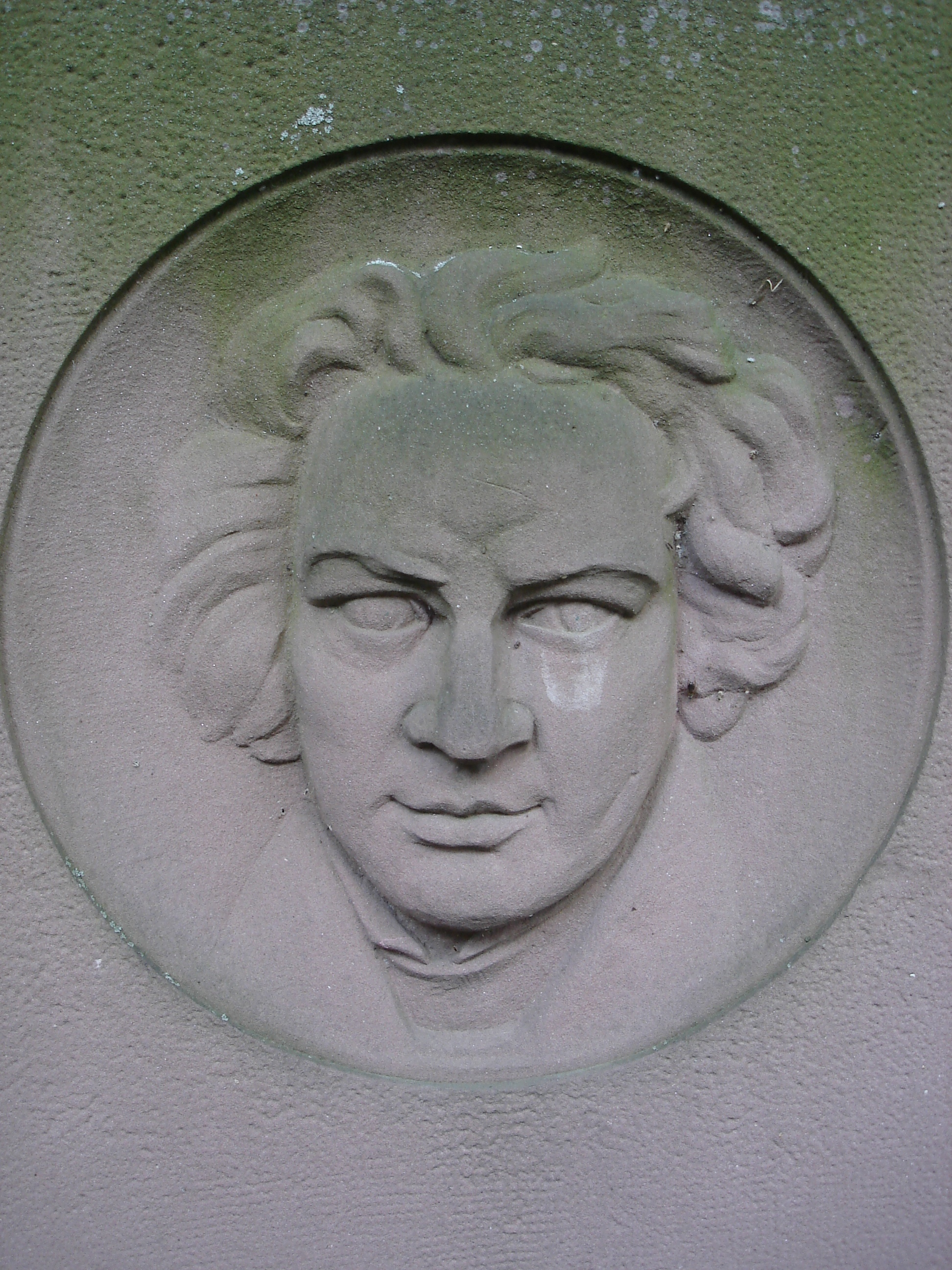
Menzels Porträt auf seinem Grabstein

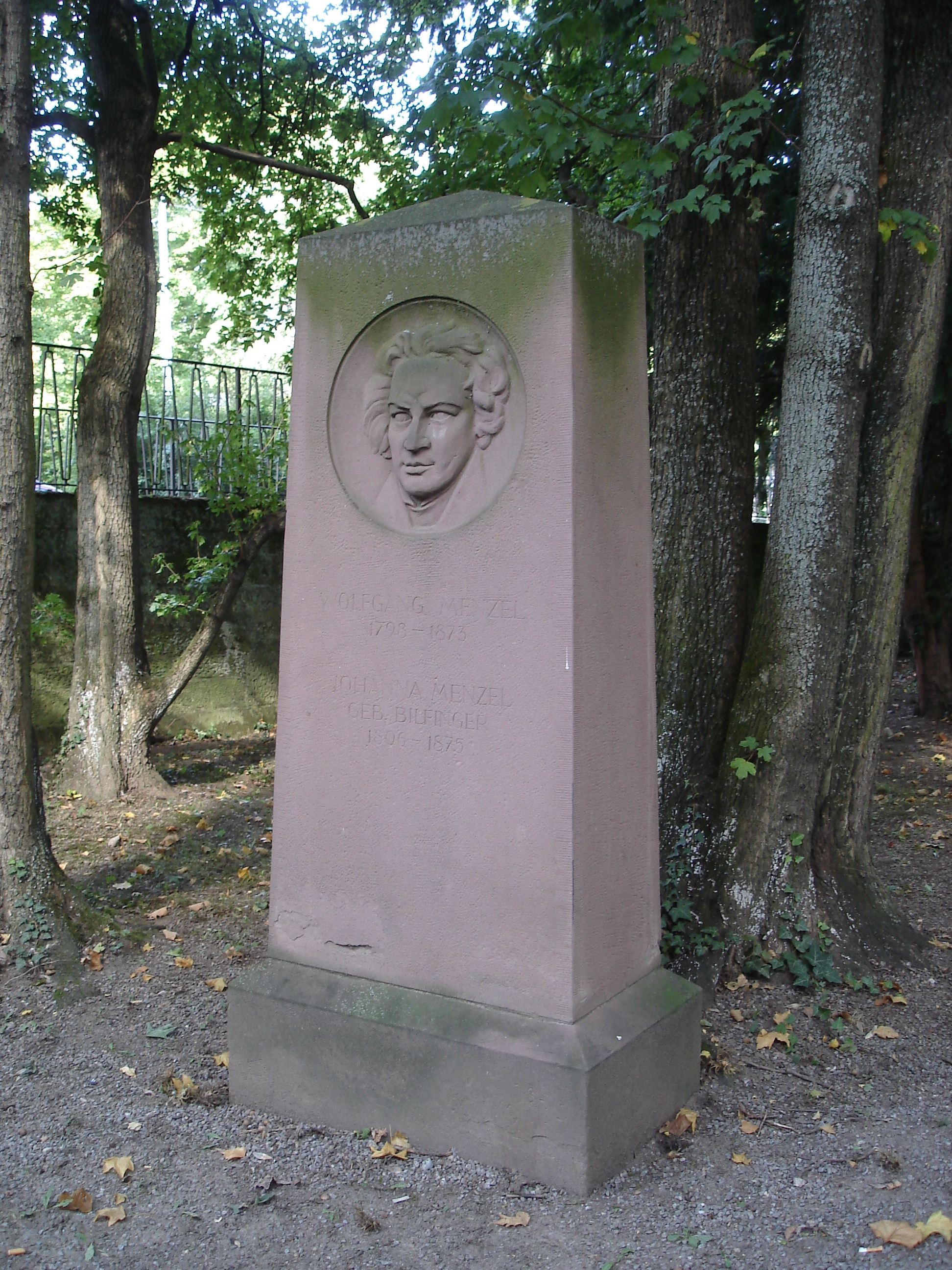
Menzels Grab auf dem Stuttgarter Hoppenlau-Friedhof

Wolfgang Menzel (* 21. Juni 1798 in Waldenburg, Schlesien; † 23. April 1873 in Stuttgart) war ein deutscher Literaturkritiker, Literaturhistoriker und Schriftsteller im Vormärz. Ihm wird der berühmte Spruch von den Dichtern und Denkern, den er 1828 veröffentlichte, zugeschrieben.

## Leben
Wolfgang Menzel, evangelisch getaufter Sohn eines Arztes, wurde in der kürzesten Nacht des Jahres 1798 in Waldenburg geboren. Er wirkte in den Befreiungskriegen gegen Napoleon mit. 1817 machte er das Abitur in Breslau. Von 1818 bis 1820 studierte er Geschichte, Philosophie und Literatur an den Universitäten in Jena und Bonn. Während seines Studiums wurde er 1818/19 Mitglied der Urburschenschaft und war 1819 Mitgründer der Alten Bonner Burschenschaft. Er war ein Freund von Karl Ludwig Sand und Heinrich Heine. 1820 floh Wolfgang Menzel in die Schweiz, da er wegen seiner Umtriebe in der Burschenschaftsbewegung verfolgt wurde. Von 1820 bis 1824 war er Lehrer in Aarau. 1824 ging er nach Heidelberg.
Ab 1825 war er Redakteur des Literatur-Blattes zu Cottas Morgenblatt für gebildete Stände in Stuttgart. Dort startete er im Herbst 1835 eine Rezensions-Kampagne u. a. gegen Karl Gutzkow, den er 1831 als Mitarbeiter nach Stuttgart geholt und der sich inzwischen von ihm distanziert hatte. Vor allem seine aggressiv vorgetragenen Vorwürfe moralischer, religiöser und nationalistischer Art trugen entscheidend zu einem für die Geschichte der deutschen Literatur verheerenden Eingriff in das literarische Leben bei: dem Verbot des – auf diese Weise erst zur „Schule“ gewordenen – Jungen Deutschland.
Sein wichtigstes Werk ist seine Literaturgeschichte, die in zwei Bänden zuerst 1828, überarbeitet 1836 als 2. vermehrte Auflage in vier Bänden erschien. Die erste Auflage war unter anderem von größtem Einfluss auf den jungen Karl Gutzkow, dessen Mentor Menzel von 1830 bis 1834 war.
Der außerordentlich streitbare und meinungsstarke Wolfgang Menzel galt wie sein Kritiker Ludwig Börne als einer der schärfsten Goethe-Gegner des Vormärz. Menzels ursprünglicher Liberalismus verwandelte sich mit der Zeit in einen völkisch orientierten, antisemitisch und aggressiv antifranzösisch gefärbten Nationalismus. Heine nannte ihn nach der Denunziation Gutzkows, die auch Folgen für Heines Publikationsmöglichkeiten hatte, eine Memme und einen feigen Teutomanen, da er Gutzkow die Satisfaktion verweigerte.
Von 1833 bis 1838 und von 1848 bis 1849 gehörte Menzel dem württembergischen Landtag an.
Daneben arbeitete Menzel zeitweise verdeckt für die königlich-preußische Regierungspressestelle: „In Stuttgart wurde auf Anregung des dortigen Preußischen Gesandten von Sydow der bekannte Schriftsteller Dr. Wolfgang Menzel durch Bewilligung einer jährlichen Remuneration von 800 Rtlr. dafür gewonnen, Korrespondenzen für die Augsburger Allgemeine Zeitung, den Schwäbischen Merkur, die Württembergsche Zeitung und die 'Deutsche Reform' zu schreiben und auf diesem Wege, sowie durch andere Aufsätze in der Presse für die preußischen Interessen wirksam zu sein.“

## Werke
- Streckverse. Winter, Heidelberg 1823.
- (Red.) Literatur-Blatt. Cotta, Stuttgart/Tübingen 1825–1849. Jg. 9–33 (Menzel wird erst ab 1830 als Redakteur im Blatt genannt.).
- Die deutsche Literatur. 2 Bände, Franckh, Stuttgart 1828 (Digitalisat und Volltext im Deutschen Textarchiv).
- Die deutsche Literatur. Zwei Bände in einem Band. Mit einem Nachwort von Eva Becker. Gerstenberg, Hildesheim 1981 (Texte zum lit. Leben um 1800. Hg. v. Ernst Weber), ISBN 3-8067-0864-9 (Repr. Druck der Ausgabe Stuttgart: Franckh 1828).
- Rübezahl. Stuttgart 1829.
- Reise nach Österreich im Sommer 1831. Cotta, Tübingen 1832.
- Geist der Geschichte. Liesching, Stuttgart 1835.
- Mythologische Forschungen und Sammlungen. Band 1, J. G. Cotta, Stuttgart/Tübingen 1842 (Digitalisat; mehr nicht erschienen).
- (Red.) Wolfgang Menzels Literaturblatt. Neff [ab 1856: Menzel], Stuttgart 1852–1869. 18 Jge.
- Christliche Symbolik. 2 Bände, Manz, Regensburg 1854.
- Geschichte der letzten vierzig Jahre (1816–1856). 2 Bände, Krabbe, Stuttgart 1857/1860.
- Geschichte der Deutschen bis auf die neuesten Tage. 5 Bände, Cotta, Stuttgart/Augsburg 1855/1856.
- Deutsche Dichtung von der ältesten bis auf die neueste Zeit. 3 Bände, Krabbe, Stuttgart 1858/1859.
- Kritik des modernen Zeitbewußtseins. Frankfurt am Main 1869 (2. Auflage 1873).
- Die vorchristliche Unsterblichkeitslehre. 2 Bände, Leipzig 1870.
- Elsaß und Lothringen sind und bleiben unser. Zweite unveränderte Auflage, Verlag Kröner, Stuttgart 1870 (google-books.com).
- Roms Unrecht. Kröner, Stuttgart 1871 (google-books.com).
- Geschichte der neuesten Jesuitenumtriebe in Deutschland (1870–1872). Kröner, Stuttgart 1873 (google-books.com).
- Denkwürdigkeiten. Hg. von dem Sohne Konrad Menzel. Velhagen & Klasing, Bielefeld/Leipzig 1877.
- Geschichte der Neuzeit 1789–1871. 13 Bände, Stuttgart 1877–1878.